# 聖米格爾 (智利)
33°29′9″S 70°38′58″W / 33.48583°S 70.64944°W

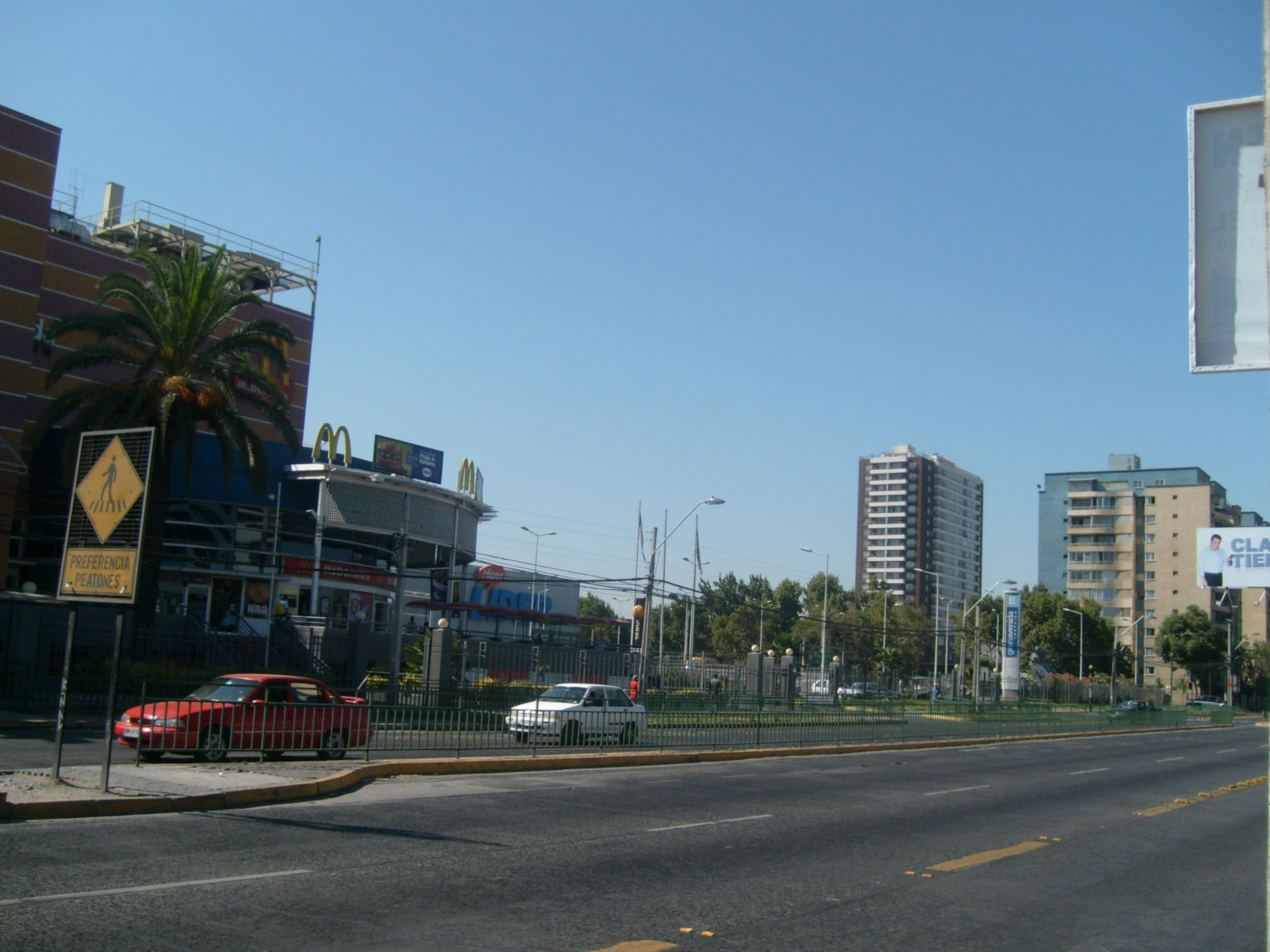

聖米格爾（西班牙語：San Miguel），是智利的城鎮，位於該國中部聖地亞哥首都大區的聖地亞哥省，始建於1896年8月10日，面積9.5平方公里，2006年人口78,872人，人口密度每平方公里8,300人。